# ناحية الطف
ناحية الطَف أو ناحية الجرية هي ناحية في قضاء الحسينية بمحافظة كربلاء بوسط العراق، مساحتها 40 ألف دونم عراقي، فيها مركز الطف الصحي، ومن معالمها مرقد الإمام نوح.

## مرقد الإمام نوح
مرقد الإمام نوح هو مزار للشيعة الاثني عشرية في مقاطعة الأبيتر بناحية الطف (الجرية)، المسافة 3 كيلومترات بين المرقد وبين منطقة الإبراهيمية والمسافة 12 بين المرقد وبين مدينة كربلاء.
قال موقع الأمانة العامة للعتبة الحسينية المقدسة إن "الإمام نوح هو أبو أيوب نوح بن درّاج أبي الصبيح بن أبي علي عبد الله النخعي الكوفي المتوفى سنة 182هـ - 798م ،واشتهر بإمام نوح عند الاعراب النازلة حوالي كربلاء المقدسة في رساتيقها بحيث لا يعرف إلا به، أشارت بعض المصادر التاريخية أنه كان قاضياً على المنطقة الشرقية في بغداد ثم قاضياً على الكوفة من قبل هارون العباسي وكان من أصحاب الإمام الصادق (عليه السلام)".